# Distretto di Jarše
Il distretto di Jarše (in sloveno Četrtna skupnost Jarše, pronuncia  [ˈjàːrʃɛ]), o semplicemente Jarše , è uno dei 17 distretti (Mestna četrt) della città di Lubiana.